# Donnie Dunagan
Donald Roan Dunagan (n. San Antonio, Texas, 16 de agosto de 1934) es un actor infantil hoy semirretirado de Estados Unidos. Ha servido en el Cuerpo de Marines de los Estados Unidos como instructor. Puso voz en la película de Disney, Bambi, interpretando a Bambi de pequeño.

## Filmografía
- Bambi (1942)
- Meet the Chump (1941)
- Vigilante en la Noche (1940)
- Torre de Londres (1939)
- La Mujer Olvidada (1939)
- El Hijo de Frankestein (1939)
- Mother Carey's Chickens (1938)